# Kevin Wacholz
Kevin Wacholz, noto con il ring name Nailz (Bloomington, 17 aprile 1958), è un ex wrestler statunitense conosciuto principalmente negli anni ottanta e novanta per la sua militanza in federazioni quali AWA e WWF.

## Carriera

### American Wrestling Association
Wacholz iniziò la sua carriera nel mondo del wrestling nel 1982 nella American Wrestling Association (AWA) con il ring name Kevin Kelly, un face midcarder. Nel 1986 divenne uno dei top heel della federazione e iniziò a farsi chiamare "Mr. Magnificent" Kevin Kelly.
Nel 1987 ebbe come manager Sherri Martel e lottò spesso contro Tommy Rich, che aveva risposto ad una sua sfida a braccio di ferro nel corso di una puntata di AWA Championship Wrestling sul canale ESPN. Inizialmente Rich sembrò avere la meglio durante la sfida, ma poi la Martel interferì in favore di Kelly. In risposta, Rich le strappò di dosso il vestito.
Quando Sherry Martel lasciò l'AWA, Kelly prese come sua nuova manager Madusa Miceli. In questo periodo, frequentemente lottava in coppia con Nick Kiniski in un duo chiamato "The Perfect Tag Team".
Nel 1991 abbandonò la compagnia e iniziò a combattere in federazioni del circuito indipendente.

### World Wrestling Federation
Nel 1992 Wacholz debuttò nella WWF con la gimmick di Nailz, un ex carcerato non del tutto sano di mente, presentandosi in una serie di promo televisivi nei quali dichiarava di essere stato vittima di soprusi e angherie da parte di Big Boss Man, ex guardia carceraria, durante la sua prigionia. Affermò inoltre di essere sempre stato innocente dei crimini che gli erano stati imputati. Nailz (vestito con la tipica divisa arancione dei carcerati statunitensi) attaccò Boss Man, ammanettandolo al sostegno del ring e iniziando quindi a colpirlo ripetutamente con il suo stesso manganello.
Nailz sconfisse facilmente numerosi jobber in attesa di scontrarsi con Virgil, l'alleato di Boss Man, a SummerSlam 1992. Poi continuò il suo feud con Big Boss Man, che nel frattempo si era ripreso dal suo assalto. La contesa si risolse quando Big Boss Man sconfisse Nailz nel corso di un Nightstick Match a Survivor Series 1992.

#### Licenziamento e causa alla WWF
Prima della fine del feud con Boss Man, Nailz iniziò un'altra rivalità, questa volta con The Undertaker. I due si scontrarono il 24 ottobre durante una puntata del programma Superstars, ma il feud non ebbe seguito in quanto Wacholz venne licenziato in tronco per aver assalito sul serio Vince McMahon nel suo ufficio per una questione di soldi mentre John Nord faceva da palo. Bret Hart raccontò nella sua autobiografia che Wacholz "spinse in un angolo Vince nel suo ufficio continuando a gridargli in faccia per quasi un quarto d'ora"; Hart aggiunse di aver sentito un gran baccano mentre si trovava nella hall sotto l'ufficio di McMahon e di aver poi saputo che Wacholz "colpì Vince iniziando a strangolarlo mentre questi era seduto in poltrona".
L'incidente ebbe come strascico una serie di cause legali tra Wacholz e la WWF: Wacholz accusò McMahon di avergli dato steroidi in numerose occasioni mentre McMahon negò ogni addebito. Nel 1994, inoltre, Wacholz testimoniò contro McMahon durante il processo steroidi che sconvolse la WWF negli anni novanta.

### Il dopo WWF e ritiro
Nel 1993 passò alla World Championship Wrestling (WCW) (dove adottò il ringname The Prisoner) combattendo solo un match contro Sting.
Nel 1994 lottò per breve tempo nella WWN di Jim Crockett con il nome The Convict. Lo stesso anno militò nella New Japan Pro-Wrestling, tornando a fare uso del nome Nailz.
Nel 1996 Wacholz apparve nella American Wrestling Federation di Tito Santana con il ring name Nails (pronunciato allo stesso modo di "Nailz"). Wacholz si ritirò ufficialmente dal wrestling nel 2000.

## Vita privata
Wacholz ha due figli ormai adulti e vive in Minnesota.

## Nel wrestling
- Mossa finale
  - The Good, The Bad and The Ugly (Sleeper hold)
- Manager
  - Madusa Miceli[8][9][10][11]
  - Sherri Martel[12]
- Soprannomi
  - "Mr. Magnificent"

## Titoli e riconoscimenti
- World Wide Wrestling Alliance
  - WWWA Heavyweight Championship (1)[13]

- Pro Wrestling Illustrated
  - 78º nella lista dei migliori 500 wrestler singoli nei PWI 500 del 1992[14]
  - 336º nella lista dei migliori 500 wrestler singoli dei "PWI Years" nel 2003[15]